# Comportament higiènic
El comportament higiènic o conducta higiènica és un comportament que actua com a mecanisme de defensa contra l'extensió de malalties i plagues i consisteix en destruir o llevar nius infectats. S'ha trobat en espècies d'abelles. Està determinat per uns loci. Les abelles higièniques detecten les infeccions per la fetor que prové d'aquestes.
Un tipus de conducta higiènica és l'acte de retirar els morts de la colònia (necroforesi).